# Militärligan
Militärligan, eller AK-ligan som de själva kallade sig, var en sammanslutning av kriminella, specialiserade på grova rån, verksamma i början av 1990-talet och som leddes av Carl Sumonja. Ligan bestod delvis av Sumonjas släktingar.
Kvällstidningarna kom att kalla ligan militärligan, då brotten genomfördes med vad som påminde om en militär organisation och precision. Det visade sig senare att ligans medlemmar var med i Hemvärnet eller var reservofficerare. Vid rånen agerade ligan likt en militär skyttegrupp och var utrustade med skyddsvästar, stridsselar och radioutrustning med headset. De bar också sjukvårds- eller skyddsmaskväskor. Ligan hade tung beväpning bestående av skarpladdade kulsprutepistoler, automatkarbiner och i några fall kulsprutor. Vid minst ett tillfälle hade de tagit upp ett hål i taket på en skåpbil och monterat en kulspruta 58 på taket. Militärligans tillhåll förmodades vara Sursa gård som ligger på Överselö i Strängnäs kommun, och som Carl Sumonja hade anknytning till. 
Ligan greps efter ett rån i Heby 1993. Samtliga ligamedlemmar dömdes för grova brott. Militärligans ledare Carl Sumonja dömdes till 14 års fängelse för att bland annat ha deltagit i tio grova rån och allmänfarlig ödeläggelse.

## Brotten
Det första uppmärksammade brottet som militärligan begick var ett inbrott i en vapenkassun i området Getryggen i Botkyrka kommun den 16 september 1991. Ligan grävde sig in under kassunen och sprängde upp ett hål i golvet för att komma in. De stal 124 kulsprutepistol m/45, 92 automatkarbin 4 och fem kulspruta 58.
Det andra brottet kom inte långt efteråt, i oktober 1991, då man tog sig in i ett intilliggande mobiliseringsförråd med hjälp av borrmaskin och skärbrännare. På platsen stal ligan cirka 500 AK 4-magasin, cirka 400 kpistmagasin, tio ammunitionsband och annan militärt materiel. Platsen iordningställdes så väl att brottet inte upptäcktes förrän ett halvår senare. Bland annat ersatte ligan uppbrutna hänglås på bommarna med nya av samma modell varpå Försvarsmaktens vaktpersonal trodde att det bara var deras nycklar som "krånglade". 
Planen att få stora summor pengar genom att sälja vapenlasten till kroatiska militärer i jugoslaviska inbördeskriget misslyckades då intresset för materielen var svagt där, och den grovt illegala handeln blev därför aldrig av. Ligan gömde i stället vapensamlingen och planerade andra sätt att tjäna stora mängder pengar och användning för vapnen.
Ligans första rån kom att ske den 25 oktober 1991, då man kom över 528 000 kronor vid ett värdetransportrån i Farsta i södra Stockholm. Militärligan använde sig av sofistikerad utrustning för att försvåra för de förföljande poliserna. Dagen innan nyårsafton 1991 placerade ligan en sprängladdning i en förvaringsbox på Centralstationen i Stockholm i ett försök till utpressning mot dåvarande länspolismästaren, i breven artigt kallad Herr Hjälmroth. Syftet var att tvinga polisen att köpa tillbaka vapenarsenalen och en intrikat plan där 25 miljoner kronor skulle släppas ned från en helikopter som betalning lades fram för polisen, men planen gick i stöpet och brevväxlingen upphörde.
Den 13 januari 1992 genomförde man ett grovt rån mot Posten i Svedmyra i södra Stockholm. Den 13 mars 1992 begick ligan ett dubbelrån mot Posten och Handelsbanken i Ösmo och kom över 1,2 miljoner kronor. De båda rånen genomfördes på exakt tre minuter. Den 24 september 1992 genomförde man ett rån mot postkontoret i Kungsör.
Senare samma år i oktober rånade man postkontoret i Rimbo på 740 000 kronor och i december genomförde man ett trippelrån mot postkontoret, Sparbanken och Föreningsbanken i Ullared under mellandagarna och kom över två miljoner kronor. Vid detta tillfälle höll ligans förare vakt utanför i en stulen skåpbil med en ksp 58 genom ett urkapat hål i biltaket. Polisen visste vid tidpunkten ännu inte vilka ligan bestod av. 
Rånarna började utpressningen igen, i brev och telefon, men krävde nu i stället 5 miljoner kronor.  
Rånarna angrep Sala Sparbank i Heby den 23 december 1993. Flyktbilen körde av vägen, och rånarna stal civila bilar. Rånet blev deras sista, eftersom polisen, under ledning av åklagare Stefan Karlmark, därefter snabbt kunde ringa in rånarna. Mitt i natten använde specialutbildade poliser från Stockholm tårgas, och grep rånarna i en övergiven sommarstuga i Skorkebo mellan Heby och Sala.
De 50 offren drabbades av årslånga psykiska påfrestningar.

## Lista över brotten
- 16 september 1991 – Vapenstöld, Getryggen i Botkyrka kommun. Byte: 124 kpistar, 92 AK 4:or, 5 kulsprutor av modell 58.[5]
- 30 september 1991 – Vapenstöld i Botkyrka. Byte: 864 magasin och annan militär utrustning.[5]
- 25 oktober 1991 – Grovt rån mot värdetransport i Farsta. Byte: 528 000 kronor.[5]
- 30 december 1991 – Bombdåd i Stockholm när ligan sprängde en förvaringsbox på Centralstationen.[5]
- 2 januari 1992 – Försök till rån av värdetransport i Trångsund.[5]
- 10 januari 1992 – Försök till rån av värdetransport i Skogås.[5]
- 13 januari 1992 – Postrån i Svedmyra. Byte: 708 657 kronor.[5]
- 13 mars 1992 – Post- och bankrån i Ösmo. Byte: 1 219 839 kronor.[5]
- 24 september 1992 – Postrån i Kungsör. Byte: 152 040 kronor.[5]
- 14 oktober 1992 – Postrån i Rimbo. Byte: 737 029 kronor.[5]
- 10 december 1992 – Försök till rån av värdetransport i Brösarp.[5]
- 29 december 1992 – Trippelrån mot post och två banker i Ullared. Byte: 2 025 646 kronor.[5]
- 23 december 1993 – Bankrån i Heby. Byte: 952 350 kronor.[5]

## Medlemmar
- Carl Sumonja, född 28 november 1965, den äldste av fyra bröder, var Militärligans ledare
- Två bröder till Carl
- Brödernas far
- tre bekanta till Carl
- Carls fästmö[2][11]

Flera hade militär bakgrund, en var reservofficer, en var jägarutbildat värnpliktigt gruppbefäl och en utbildad värnpliktig officer.

## Domar
Medlemmar i Militärligan dömdes för:
- Två vapenstölder
- Ett grovt rån mot värdetransport
- Sprängattentat mot Centralstationen i Stockholm
- Fyra bankrån
- Fem postrån
- Tre försök till grovt rån mot värdetransport

Carl Sumonja dömdes till 14 års fängelse för 10 grova rån och tre grova stölder och bomben i Stockholms centralstation. Straffet avtjänades i Kumlabunkern och senare på Beateberganstalten och Tidaholmsanstalten. De övriga fick mellan 3 och 12 års fängelse. 

## Nya misstankar – avskrivna
I augusti 2008 greps två av de tidigare medlemmarna misstänkta för mord respektive medhjälp till mord. Carl Sumonja och hans bror misstänktes för att ha fört en man till Polen, för att där ha mördat honom. En tredje man satt häktad som misstänkt att vara delaktig i en insiderkupp mot värdebolaget Falck Security i Akalla i nordvästra Stockholm i januari 2005. De friades under sommaren 2009 i brist på bevis. Carl Sumonja fick 390 000 kronor i skadestånd av staten för de tio månader som han var frihetsberövad och brodern fick en högre ersättning, sammanlagt 600 000 kronor, i skadestånd och ersättning för förlorad arbetsinkomst.

## Eftermäle
2014 gavs boken Björndansen ut, som är en roman fritt baserad på händelserna kring Militärligan. Den är skriven av Anders Roslund samt Stefan Thunberg, som är bror till Carl, David och Lennart som var medlemmar i Militärligan. Boken har utkommit i flera upplagor på svenska, och har getts ut på bland annat engelska, tyska, serbiska, bosniska, kroatiska, polska, slovenska, ryska, spanska, danska, arabiska, litauiska, japanska och estniska.
2017 utkom En bror att dö för, även den skriven av Roslund & Thunberg, som kan sägas vara en friare fortsättning på Björndansen.